# Лю Ик Тю
Лю Ик Тю (16 декабря 1914 года, Китай — август 1989 года, село Кроуновка) — звеньевой колхоза имени Димитрова Нижне-Чирчикского района Ташкентской области, Узбекская ССР. Герой Социалистического Труда (1953).

## Биография
Родился в 1914 году в крестьянской семье в Китае (по другим сведениям — в деревне Далендон Ольгинского уезда).
В 1931 году окончил пять классов корейской школы в селе Далендон. С 1932 года — рядовой колхозник в колхозе «Интернационал» Ольгинского района. В 1937 году депортирован на спецпоселение в Ташкентскую область Узбекской ССР.
С 1938 года — рядовой колхозник, звеньевой полеводческого звена в колхозе имени Димитрова Нижне-Чирчикского района. В начале 1950-х годов возглавлял полеводческое звено по выращиванию джута и кенафа в составе бригады Ким И Себа.
В 1953 году звено Лю Ик Тю получило в среднем с каждого гектара по 105,5 центнеров зеленцового стебля кенафа на участке площадью 5,6 гектаров. Указом Президиума Верховного Совета СССР от 21 декабря 1953 года удостоен звания Героя Социалистического Труда с вручением ордена Ленина и золотой медали «Серп и Молот».
В 1957 году возвратился на Дальний Восток, где стал трудиться в совхозе при воинской части в Черниговском районе Приморского края, позднее — в хозяйстве 319-го отдельного вертолётного полка имени В. И. Ленина, располагавшегося в посёлке Черниговка. С 1961 года выращивал бахчевые в колхозе «Приморье» Хорольского района с усадьбой в деревне Поповка.
Персональный пенсионер союзного значения. Скончался в августе 1989 года в селе Кроуновка.
Награды
- Герой Социалистического Труда
- Орден Ленина
- Орден Трудового Красного Знамени
- Серебряная медаль ВДНХ